# Kuljani (Banja Luka)
Pour les articles homonymes, voir Kuljani.
Kuljani (en serbe cyrillique : Куљани) est une localité de Bosnie-Herzégovine. Elle est située sur le territoire de la ville de Banja Luka et dans la république serbe de Bosnie. Selon les premiers résultats du recensement bosnien de 2013, elle compte 4 294 habitants.

## Géographie

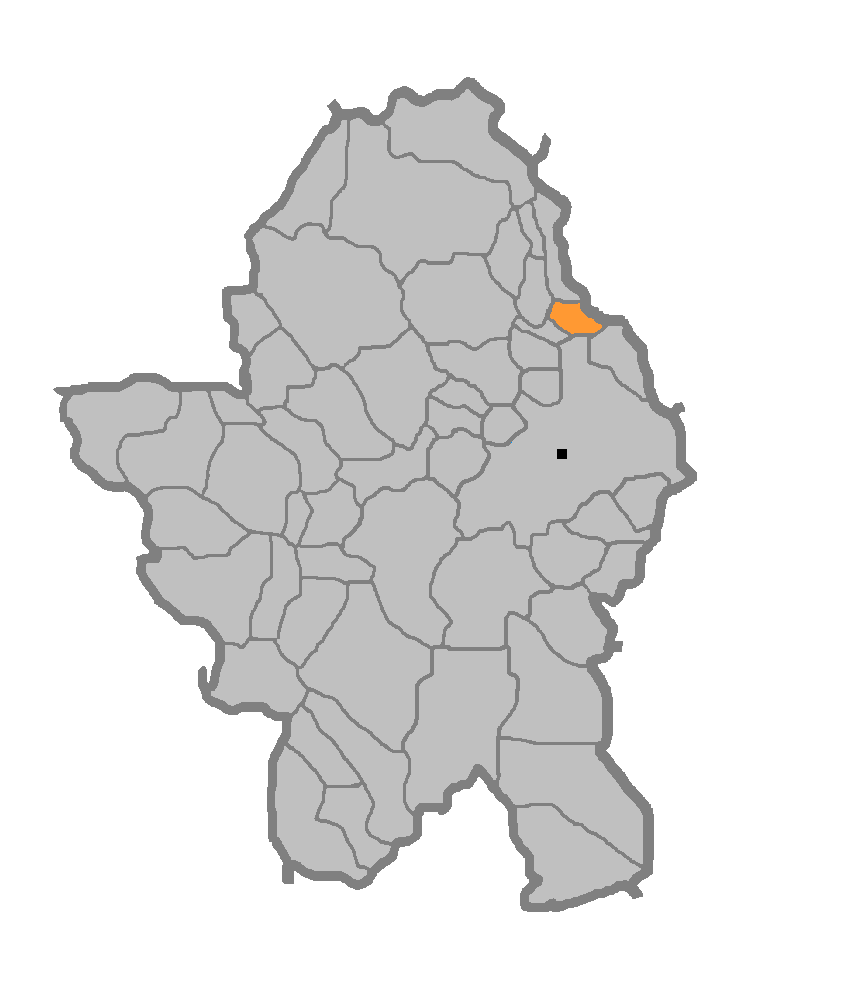
Localisation de la communauté locale de Kuljani dans la Ville de Banja Luka

Le village est situé à la confluence de la rivière Ivaštanka et du Vrbas (un affluent droit de la Save).

## Démographie

### Évolution historique de la population dans la localité
| 1948 | 1953 | 1961 | 1971 | 1981  | 1991  | 2013  |
| ---- | ---- | ---- | ---- | ----- | ----- | ----- |
| -    | -    | 702  | 863  | 1 117 | 1 207 | 4 294 |

|  |